# Третя індо-пакистанська війна
Третій індо-пакистанський конфлікт (Третя індо-пакистанська війна) — збройний конфлікт між Індією і Пакистаном у грудні 1971 року. Унаслідок бойових дій, до яких долучилась Індія, Пакистан зазнав поразки, а Східний Пакистан (Бангладеш) здобув незалежність.

## Передумови
При поділі Британської Індії замість двох незалежних держав — Пакистану і Бангладеша — виник єдиний Пакистан, поділений на східну і західну частину. Враховуючи те, що 95 % населення Бангладешу (Східний Пакистан) розмовляла тільки на бенгальській мові, ця перенаселена і бідна частина Пакистану була відділена майже тисячомильною смугою індійської території від Західного Пакистану, де розмовляли на урду й чиї бюрократи та генерали керували ними з далеких Карачі та Ісламабада. Спільною об'єднавчою рисою між двома частинами Пакистану був іслам, але навіть він був послаблений регіональними та культурними відмінностями.
У грудні 1970 року в ході парламентських виборів переважну більшість голосів у Східному Пакистані (160 із 162 у новому парламенті) отримала партія «Авамі» («Народна ліга»), очолювана шейхом Муджибуром Рахманом, яка виступала за автономію Східного Пакистану. Згідно з Конституцією, партія отримувала право сформувати уряд.
У Західному Пакистані популярною була Пакистанська народна партія під керівництвом Зульфікара Алі Бхутто, яка, незважаючи на більшість голосів у західній частині країни, отримала удвічі менше місць ніж партія М. Рахмана. Глава держави генерал Ях'я Хан не очікував перемоги Рахмана на виборах, які він же й призначив.
Після того як лідер Пакистанської народної партії відмовився поступитися постом прем'єр-міністра, президент Ях'я Хан закликав військових до боротьби із інакодумством у Східному Пакистані. Тому із Західного Пакистану були перекинуті війська, що розгорнули терор проти прихильників Рахмана й влаштували бійню у місті Дакка.
27 березня майор збройних сил Бангладешу Зіаур Рахман зачитав по радіо текст декларації незалежності написаної Муджибуром, яка проголошувала створення держави Бангладеш. У країні розпочалась громадянська війна.

## Перебіг подій
На допомогу бенгальським повстанцям восени 1971 прийшла індійська армія, частини якої ввійшли у Східний Пакистан. У відповідь Ях'я Хан вирішив завдати удару по Індії з території Західного Пакистану та підготував операцію «Чингісхан» щоб захопити частину території в Кашмірі і змусити індійців у рамках обміну піти з території Східного Пакистану. До кінця листопада 1971 року повномасштабна війна стала неминучою, але Індія все ж вирішила не давати першого залпу. 
3 грудня 1971 року пакистанська авіація вторглася до повітряного простору Індії з метою знищення 12 авіабаз і радарів, але авіаудари  суттєвої шкоди не завдали. Це стало поштовхом, необхідним Індії для реалізації свого плану. Поки ВПС Індії та індійська армія здійснювали контрнаступ, 3 батальйони Прикордонних сил безпеки у Паланпурі, штат Гуджарат, рушили до кордону у напрямку Бхудж-Кутч. Зараз ця частина індо-пакистанського кордону носить назву Надабет. Другий батальйон повільно, але успішно просувався через Великий Качський Ранн (соляну пустелю) і лише за кілька днів захопив великі міста Пакистану, такі як Нагарпарка, Дхангаон, Вірава та інші. Загалом Прикордонні сили безпеки захопили понад 1000 квадратних кілометрів території Пакистану. Одночасно пакистанські танкові частини розгорнули наступ у Кашмірі і після запеклих боїв захопили місто Чхамб. Однак це вже ніяк не могло вплинути на загальну стратегічну обстановку, вкрай несприятливу для пакистанської сторони. На хід бойових дій вплинула більш ніж дворазова перевага індійської армії в чисельності та озброєнні.
Становище пакистанської армії у Східному Пакистані унаслідок атак індійської армії та бенгальських партизан було безнадійним. У середині грудня вона склала зброю. 16 грудня вогонь був припинений і на Західному фронті.

## Результат
Унаслідок цієї війни Бангладеш здобув незалежність, а пакистанський президент Ях'я Хан був змушений піти у відставку. Пакистан унаслідок конфлікту втратив здатність самостійно, без безпосередньої китайської підтримки, протистояти Індії у військовому відношенні. Однак індійські плани з розчленування Західного Пакистану зустріли протидію всіх великих держав, які побоювалися надмірного посилення Індії, і не були реалізовані.